# Euaspa forsteri
Euaspa forsteri is een vlinder uit de familie van de Lycaenidae. De wetenschappelijke naam van de soort werd als Thecla forsteri in 1948 gepubliceerd door Esaki & Shirôzu.